# Robin Blackburn
Robin Blackburn (nacido en 1940) es un historiador británico que fue  editor de la New Left Review entre 1981 y 1999. Conocido por sus obras sobre el pensamiento de Karl Marx, sus estudios sobre el capitalismo y el socialismo y sobre la historia de la esclavitud, Blackburn se formó en la Universidad de Oxford y actualmente es profesor de sociología en la Universidad de Essex y de estudios históricos en la New School of Social Research de Nueva York.

## Obra
Sus trabajos más célebres son The Making of New World Slavery: from the Baroque to the Modern, 1492-1800 (1997) y The Overthrow of Colonial Slavery, 1776-1848 (1988), en los que ofrece un relato crítico sobre la aparición y el colapso de la esclavitud colonial en América. Blackburn también ha dirigido la obra colectiva After the Fall: The Failure Of Communism and The Future Of Socialism, que reúne tanto a intelectuales académicos (Ralph Miliband, Jürgen Habermas y Norberto Bobbio, entre otros) como a escritores tales como Hans Magnus Enzensberger y Eduardo Galeano (hay traducción al español, con un prólogo del politólogo mexicano Octavio Rodríguez Araujo, publicada por la Facultad de Ciencias Políticas y Sociales-UNAM y el Colegio Nacional de Ciencia Política y Administración Pública). Es famosa una entrevista que Blackburn realizó a John Lennon, junto al escritor pakistaní Tariq Ali.
Su más reciente trabajo, Age Shock and Pension Power, consiste en un análisis de la actual crisis fiscal internacional y la corrupción corporativa, intentando demostrar de qué manera la industria de servicios financieros se ha desempeñado como un negligente custodio de los ahorros y fondos de pensiones de miles de trabajadores del mundo, desde Enron a Parmalat.